# برج درواغا (أنمي)
برج درواغا (ドルアーガの塔 دوروآغا نو تو) هو اسم مسلسل أنمي مقتبس من لعبة برج درواغا من إنتاج نامكو.

## الموسم الأول
عنوان الموسم الأول هو برج درواغا 〜the Aegis of URUK〜 (باليابانية: ドルアーガの塔 〜the Aegis of URUK〜 دوروآغا نو تو 〜ذي إيجيس أوف أوروك〜)

## الموسم الثاني
عنوان الموسم الثاني هو برج درواغا 〜the Sword of URUK〜 (باليابانية: ドルアーガの塔 〜the Sword of URUK〜 دوروآغا نو تو 〜ذا سورد أوف أوروك〜)

## الشخصيات
- جيل
- كايا
- آميه
- ميلت
- كوبا
- نيبا
- فاتينا
- كالي
- أوتو

## وصلات خارجية
- برج درواغا على موقع IMDb (الإنجليزية)
- برج درواغا على موقع ميتاكريتيك (الإنجليزية)
- برج درواغا على موقع كينوبويسك (الروسية)
- برج درواغا على موقع ألو سيني (الفرنسية)
- برج درواغا على موقع قاعدة بيانات الفيلم (الإنجليزية)
- برج درواغا على موقع ANN anime (الإنجليزية)